# África Central
África Central es una de las veintidós subregiones en que la ONU divide el mundo. Está compuesta por nueve países 
República Centroafricana, Chad, República Democrática del Congo, Angola, Camerún, Guinea Ecuatorial, Gabón, República del Congo, Santo Tomé y Príncipe.
Limita al norte con África del Norte, al este con África Oriental, al sur con África austral y al oeste con el Océano Atlántico y África Occidental.
Esta subregión está dominada por el río Congo y sus tributarios que, colectivamente, ocupan una cuenca mayor que la de cualquier otro río excepto el Amazonas.
En África Central se hablan numerosas lenguas, siendo la principal lengua franca el idioma francés.

## Relieve y clima

### República Centroafricana
La República Centroafricana es uno de los países menos desarrollados, tanto económica y socialmente en la región y en el mundo. Su PIB consiste en agricultura (56,4%), servicios (28,8%) e industria (14,9%). Sus principales industrias son: minería de oro y diamante, extracción de madera, ganadería, textiles, calzados y montaje de bicicletas y motocicletas.
Las exportaciones centroafricanas consisten en: diamante, madera, algodón, café y tabaco; por otro lado, importa alimentos, textiles, productos a base de petróleo, maquinarias, equipamientos eléctricos, vehículos motorizados, productos químicos y fármacos.
En este país existe mucho autoconsumo, debido al bajo poder adquisitivo de la población. El 62% de la población vive debajo de la línea de pobreza y la esperanza de vida es de 52,5 años.

### Chad
Chad tiene una economía muy poco industrializada, el PBI está integrado un 80% por agricultura (generalmente cultivos para la subsistencia, pastoreo y pesca), y el resto (20%) se compone por la industria y los servicios (siendo sus principales industrias el petróleo, textiles de algodón, embutido de carnes, elaboración de cerveza, carbonato de sodio, jabón, cigarrillos y materiales de construcción)
Sus exportaciones son: petróleo, ganado, algodón y goma arábiga; mientras que sus importaciones son: máquinas y equipamientos de transporte, bienes industriales, alimentos y textiles.
En Chad, el 80% de las personas viven bajo la línea de pobreza y la esperanza de vida es de 53,1 años.

### República Democrática del Congo
La República Democrática del Congo es una nación dotada de diversos recursos naturales y abundancia mineral que, debido a una sistemática corrupción y al saqueo ilegal por intereses y multinacionales extranjeras desde hace décadas, no ha podido desarrollarse su economía. Su PIB se compone por agricultura (38,4%), industria (25,9%) y servicios (35,7%). Sus industrias principales son: minería (diamantes, oro, cobre, cobalto, coltan, zinc), procesamiento de minerales, bienes de consumo (incluyendo textiles, calzados, cigarrillo, alimentos industrializados y bebidas), cemento y reparaciones de barcos comerciales.
El país exporta principalmente diamantes, oro, cobre, cobalto, productos de madera, petróleo crudo y café. También importa alimentos, equipamientos de minería y otras máquinas, equipamientos de transporte y combustibles.
Su población debajo de la línea de pobreza alcanza el 63% y su esperanza de vida es de 59,8 años.